# Fast Healthcare Interoperability Resources
Fast Healthcare Interoperability Resources (FHIR, prononcé f[a]ieure) est un standard décrivant des formats de données et des éléments (appelés « Ressource ») ainsi qu'une interface de programmation applicative (API) pour les échanges des informations médicales. Le standard a été développé  par Health Level Seven International (HL7), organisation à but non lucratif dédiée au développement de l'interopérabilité des données de santé et la standardisation du protocole d'échanges médicaux.

## Description
FHIR permet de standardiser sous un format ouvert, neutre et sans imposition sémantique l’ensemble des données de santé telles les informations concernant les patients, les observations médicales, les médicaments et dispositifs médicaux, les données financières et administratives, etc. Le standard offre également une interface de programmation d’application (API) permettant d’échanger les dossiers de santé informatisés sans compromettre la sécurité de ces données.
Les solutions proposées par FHIR sont construites autour de composants modulaires appelés ressources. Ces ressources sont conçues afin de pouvoir être facilement assemblées dans des systèmes permettant de résoudre des problèmes du monde clinique et administratif pour un coût modique en comparaison aux alternatives existantes. FHIR peut être utilisé sous diverses formes qu’il s’agisse d’applications, de communication cloud, de partage de données de santé au format informatisé, etc.   
FHIR a été construit sur les modèles précédents de format de données standards issu du HL7, comme le HL7 v2.x (largement utilisé dans les progiciels SIH), ainsi que la version 3.x. Mais avec une orientation web API afin de faciliter son implémentation. Ceci intègre en natif, une API RESTful, HTML et des Cascading Style Sheets (CSS) pour l'intégration des données. Le choix de la représentation des données a été tourné vers JSON, XML et RDF et ATOM pour l'affichage des résultats.
Un des buts premiers de FHIR est de faciliter l'interopérabilité entre les systèmes informatique de santé (hospitalier, pharmaceutique...) à travers cette standardisation du protocole permettant d'élargir les types équipements discutant entre les systèmes, intégrant dans ce périmètre les appareils mobiles jusqu'alors écartés par la difficulté d'interconnexion.
FHIR propose une alternative à la centralisation de l'information (type document<->central) en exposant directement les ressources comme des services. Par exemple, les éléments basiques comme les patients , les admissions ou les comptes rendus peuvent être récupérés et manipulés directement par leurs propres Ressource URL. FHIR a été soutenu par American Medical Informatics Association à travers son côté Open source. D'autres grosses entreprises sont aujourd'hui partenaires de l'effort et de l'essor de ce phénomène : Google, Microsoft, Apple ou encore Amazon propose des plateformes FHIR. En France, le standard est en pleine expansion avec une communauté d'établissements et d'éditeurs grandissante dont Doctolib, Oracle, l'AP-HP, l'Institut Curie ou Vidal.

## Architecture
FHIR est organisé autour de Ressource (e.g., patient, observation). Chaque Ressource peut être spécifique et spécifié dans les FHIR profils. Par exemple pour ajouter un dictionnaire de terminologie ou un modèle administratif lié au pays (exempt la notion d'ethnie par exemple). Une collection de profils peut être publiés comme guide d'implémentation.

## Standardisation et interopérabilité
Le brouillon initial de FHIR, connu sous le nom de Resources For Healthcare (RFH), a été publié sur Grahame Grieve's blog en août 2011.
En février 2014, Health Level Seven International a publié FHIR comme un Brouillon Standard pour Essai ou DSTU, Version 1, version DSTU 1 (v0.0.82).
En décembre 2014, une communauté croisée de financiers et d'actionnaires valide le projet Argonaut ce qui a amené à une accélération des ressources financières et politiques permettant la publication du guide d'implémentation FHIR et des usages requêtes/réponses en interconnexion en mai 2015. Ce qui rend possible la migration des pratiques courantes d'échanges de données cliniques Clinical Document Architecture (CDA), et donne lieu à un échange plus simple, plus structuré avec les objets FHIR JSON. Le but initial, qui a été complété dans les temps en mai 2015 est le DSTU 2 (Version 2 du Brouillon), qui a été spécifiquement produit pour ajouter deux profils FHIR permettant l'ajout des Bonnes Pratiques requises, ainsi que l'implémentation OAuth 2.0 pour l'authentification.
Le PDG de HL7 argumente en août 2016 que l'outil propose déjà des outils fonctionnels et qu'il est déjà adopté dans la communauté.
FHIR Version 3 a été publié en mars 2017, comme la première version STU (Standards for Trial Use). Celle-ci inclut une variété de workflow cliniques, un Descriptif des Ressources et d'autres mises à jour,.
FHIR Version 4.0.1 a été lancé le 30 octobre 2019.
La standardisation d’une base de données de santé au format FHIR consiste en l’établissement d’une cartographie du schéma développé par les diverses sociétés éditrices de logiciels, puis à la construction d’un intégrateur (ETL) utilisant cette cartographie pour extraire les données afin de les écrire dans une nouvelle base. Lorsque plusieurs bases de données ont été standardisées au format FHIR, elles peuvent être fusionnées afin de créer un entrepôt de données unique et propre à chaque établissement de santé par exemple. 
Face à l’enjeu représenté par la multiplicité des langages utilisés par les logiciels déployés auprès des acteurs du domaine de la santé, FHIR permet de standardiser les données de ces logiciels dans un même langage afin de faciliter la comparaison et l’exploitation conjointe de celles-ci. L’un des objectifs de FHIR est de faciliter l’interopérabilité à la fois syntaxique et sémantique entre les différents logiciels de traitement de données de santé et ainsi permettre la transmission de ces données aux fournisseurs de soins et aux individus concernés. FHIR vise également à permettre le développement d’applications médicales qui peuvent ensuite être facilement intégrées aux systèmes existants.
FHIR propose une alternative à une approche centrée sur les documents en proposant directement une exposition d’éléments discrets de données. Par exemple, des éléments tels les patients, les admissions, les rapports de diagnostic et les médicaments peuvent être récupérés et manipulés depuis leur propre ressource URL.

## Écosystème
FHIR est utilisé par de multiples acteurs spécialisés dans les données de santé. La JASON task force, du bureau du coordinateur des États-Unis pour les technologies de l’information sur la santé a qualifié FHIR comme la meilleure approche à ce jour d’API pour l’accès aux données et aux documents de santé.
En janvier 2018, Apple a annoncé que l’application santé de l’iPhone permettrait de visualiser le dossier médical de l’utilisateur si celui-ci était rendu disponible par les différents fournisseurs de soins sur FHIR. Des hôpitaux de renom comme l’hôpital Johns-Hopkins, le centre médical Cedars-Sinai ou encore Penn Medicine ont déjà collaboré au projet. 
En France, l’utilisation de la norme HL7 FHIR est privilégiée par l’Agence du numérique en santé dans le cadre d’interopérabilité des systèmes d’information de santé (CI-SIS). Cinq volets du CI-SIS sont aujourd’hui fondés sur la norme FHIR : les volets transport synchrone pour applications mobiles, cahier de liaison, abonnement à notification, gestion d’agendas partagés et accès aux recommandations vaccinales. Des versions application mobile utilisant la norme FHIR pour les cas d’usage de partage de document et de gestion du dossier partagé sont en cours d’élaboration et prévues pour fin 2019-2020.

## Implications pour l'informatique médicale
FHIR étant mis en place sur HL7 et le protocole HTTPS, les messages peuvent être analysés par des plateformes d’analyse de données pour une agrégation en temps réel des données.  Les établissements de soins peuvent ainsi rassembler des données en temps réel depuis des segments spécifiques de messages FHIR. Ces données peuvent ensuite être streamées vers un entrepôt de données où elles peuvent être corrélées avec d ‘autres données informatiques. En standardisant les données au format FHIR, il devient facile de les comparer et de les exploiter conjointement à des données issues d’autres logiciels. À partir de FHIR, il est possible de suivre des épidémies, des fraudes dans les prescriptions médicamenteuses, des contre-indications sur certaines interactions médicamenteuses ou encore le temps d’attente aux urgences.